# آينهارد

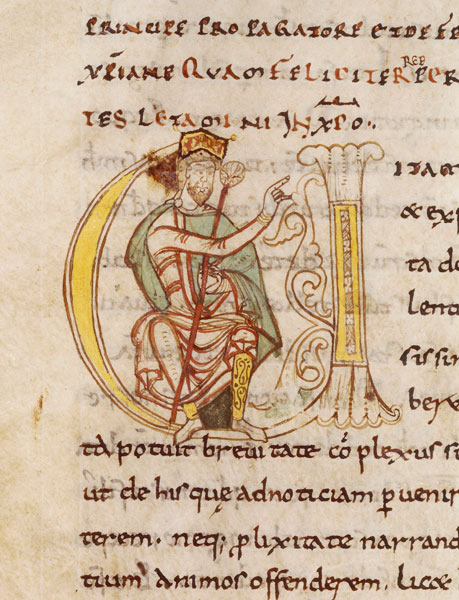
تصوير مخطوطة لآينهارد كاتبًا. من عام 1050

آينهارد (ق. 775 - 14 مارس 840) هو رجل بلاط فرنجي. كان آينهارد خادمًا مخلصًا لشارلمان وابنه لويس الورع؛ وكان عمله الرئيس هو سيرة شارلمان، فيتا كارولي ماجني، واحدة من أغلى الإرثات الأدبية الأوروبية في أوائل العصور الوسطى.

## حياته العامة
كان آينهارد من الجزء الشرقي الناطق باللغة الألمانية من مملكة الفرنجة. وُلِد في عائلة من ملاك الأراضي ذوي الأهمية، وأرسله والداه لتلقي تعليمه على يد رهبان فولدا، أحد أكثر مراكز التعلم إثارة للإعجاب في أراضي الفرنجة. ربما بسبب قامته الصغيرة، التي حدت من قدرته على ركوب الخيل والقتال بالسيف، ركز آينهارد طاقاته على الدراسة، وخاصة إتقان اللغة اللاتينية. قُبل في بلاط شارلمان حوالي عام 791 أو 792. سعى شارلمان بنشاط إلى حشد الرجال العلماء حوله وأنشأ مدرسة ملكية بقيادة العالم النورمبري ألكوين. من الواضح أن آينهارد كان بذو معرفة بالبناء، لأن شارلمان وضعه مسؤولًا عن إكمال العديد من المجمعات القصرية بما في ذلك آخن وإنجيلهايم. وعلى الرغم من أن آينهارد كان على علاقة حميمة مع شارلمان، إلا أنه لم يصل إلى منصب رسمي في عهده. في عام 814، بعد وفاة شارلمان، عيّن ابنه لويس الورع آينهارد سكرتيرًا خاصًا له. تقاعد أينهارد من المحكمة أثناء فترة النزاعات بين لويس وأبنائه في ربيع عام 830.
توفي في سيليجنشتات عام 840.

## حياته الخاصة
كان آينهارد متزوجًا من إيما، التي لا يُعرف عنها سوى القليل. هناك احتمال أن يكون زواجهما أنجبا ابنًا اسمه فوسين. ويبدو أيضًا أن زواجهما كان ليبراليًا بشكل استثنائي في تلك الفترة، حيث كانت إيما نشطة مثل آينهارد،. يقال أنه في السنوات الأخيرة من زواجهما امتنع إيما وآينهارد عن العلاقات الجنسية، واختارا بدلًا من ذلك تركيز انتباههما على التزاماتهما الدينية العديدة. لم يكتب آينهارد شيئًا عن زوجته حتى بعد وفاتها في 13 كانون الأول 835، عندما كتب إلى صديق أنه يتذكر خسارتها في كل يوم.

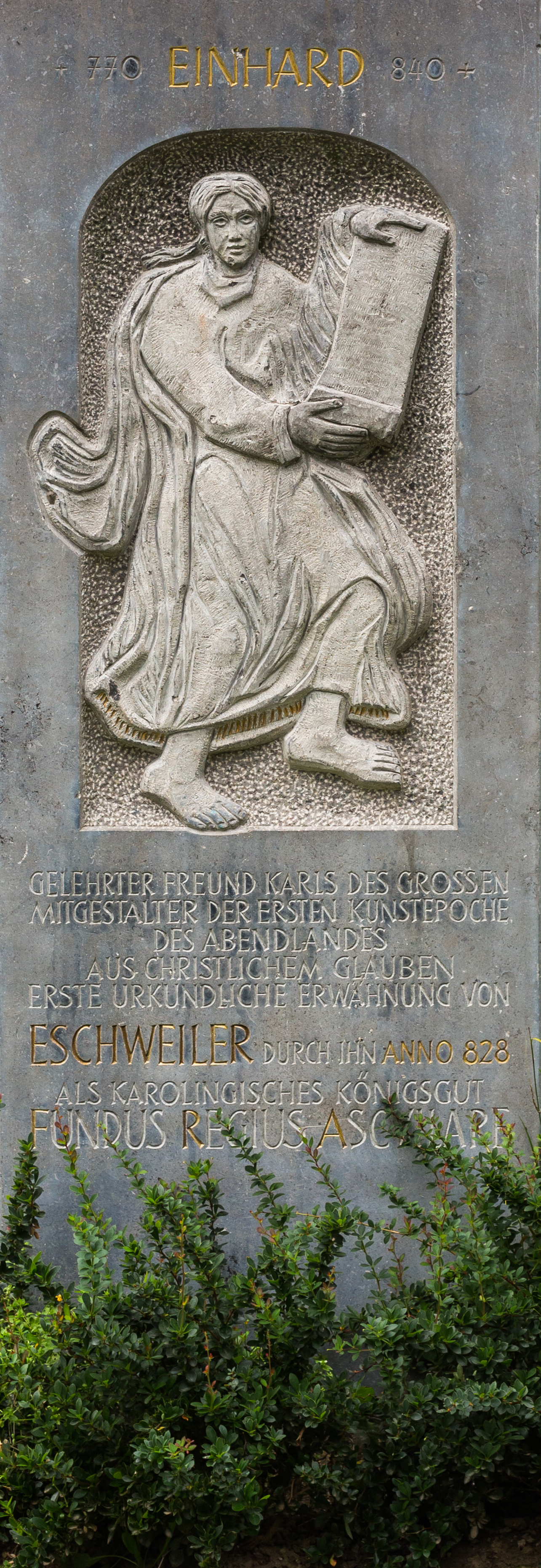
نصب تذكاري لآينهارد في مدينة إيشفايلر الألمانية

## معتقداته الدينية
أشار أينهارد عدة مرات إلى نفسه باعتباره آثمًا وفقًا لإيمانه المسيحي القوي. قام ببناء الكنائس في كل من ممتلكاته في ميشيلشتات ومولينهايم. وفي ميشلشتات، رأى أنه من المناسب أيضًا بناء كنيسة وقد فرغ منها في عام 827 ثم أرسل خادمًا، راتليتش، إلى روما بهدف العثور على آثار للمبنى الجديد. وبمجرد وصوله إلى روما، قام راتليتش بسرقة عظام الشهيدين مارسلينيوس وبيتر من سراديب الموتى، وأمر بنقلها إلى ميشيلشتات. وبمجرد وصولهم إلى هناك، أعرب أصحاب الآثار عن عدم رضاهم عن قبرهم الجديد، وبالتالي كان لا بد من نقلهم مرة أخرى إلى مولينهايم. وبمجرد أن استقروا هناك، أثبتوا أنهم قادرون على صنع المعجزات. على الرغم من عدم تأكده من سبب اختيار هؤلاء القديسين، إلا أن آينهارد شرع مع ذلك في ضمان استمرارهم في تلقي مكان راحة يليق بشرفهم. بين عامي 831 و834 أسس ديرًا بندكتينيًا، وبعد وفاة زوجته، خدم فيها رئيسًا للدير حتى وفاته في عام 840.

## تراثه المحلي
تشير الحكايات الشعبية المحلية من سيليجنشتات إلى أن آينهارد كان حبيب إيما، إحدى بنات شارلمان، وقد هرب الزوجان من المحكمة. وقد وجدهم شارلمان في سيليجنشتات (التي كانت تسمى آنذاك أوبرمولهايم) وغفر لهم. يستخدم هذا الحساب لشرح مصطلح "سلنغستانت" من خلال علم أصول الكلمات الشعبية. دُفن آينهارد وزوجته في الأصل في تابوت واحد في جوقة الكنيسة في سيليجنشتات، ولكن في عام 1810 قَدَّم الدوق الأكبر من هيسن التابوت إلى كونت إرباخ، الذي ادعى نسبه من آينهارد باعتباره زوج إيما، ابنة شارلمان المزعومة. وضعها الكونت في الكنيسة الشهيرة في قلعته في إيرباخ في أودينوالد.

## أعماله
أشهر أعمال أينهارد هي سيرته الذاتية لشارلمان، فيتا كارولي ماجني، عن حياة شارلمان (حوالي 817-836)، والتي تقدم الكثير من المعلومات المباشرة عن حياة شارلمان وشخصيته، والتي كتبت في وقت ما بين 817 و830. وفي تأليفه لهذا الكتاب اعتمد بشكل كبير على السجلات الملكية الفرنجية. كان النموذج الأدبي الذي ابتكره آينهارد هو العمل الكلاسيكي الذي كتبه المؤرخ الروماني سويتونيوس، وهو كتاب "حياة القياصرة"، على الرغم من أنه من المهم التأكيد على أن هذا العمل يعود إلى آينهارد نفسه، أي أنه يكيف النماذج والمصادر لأغراضه الخاصة. وقد كتب عمله مدحًا لشارلمان، الذي اعتبره بمثابة الأب بالتبني والذي كان مدينًا له في الحياة والموت على حد وصفه. وهكذا فإن العمل يحتوي على درجة مفهومة من التحيز، حيث حرص آينهارد على تبرئة شارلمان في بعض الأمور، وعدم ذكر أمور أخرى، والتغاضي عن بعض القضايا التي قد تسبب إحراجًا لشارلمان، مثل أخلاقيات بناته؛ وعلى النقيض من ذلك، لم يتغاضى عن قضايا أخرى بشكل غريب، مثل محظياته والتي تكلم عنها فخرًا بعددهم.
يُعتبر آينهارد أيضًا مسؤولًا عن ثلاثة أعمال أخرى موجودة: مجموعة من الرسائل، وحول الترجمات ومعجزات القديسين. <span typeof="mw:Transclusion" data-mw="{&quot;parts&quot;:[{&quot;template&quot;:{&quot;target&quot;:{&quot;href&quot;:&quot;قالب:وإو&quot;,&quot;wt&quot;:&quot;وإو&quot;},&quot;params&quot;:{&quot;1&quot;:{&quot;wt&quot;:&quot;مارسلينيوس وبيتر&quot;},&quot;2&quot;:{&quot;wt&quot;:&quot;Marcellinus and Peter&quot;}}}}]}"></span>، وعن عبادة الصليب. ويرجع تاريخ الأخير إلى حوالي عام 1850. 830 ولم يتم يُكتَشف حتى عام 1885، عندما حدد إرنست دملر نصًا في مخطوطة في فيينا باعتباره كتاب عن عبادة الصليب (باللاتينية: Libellus de adoranda cruce) المفقود، والذي أهداها آينهارد إلى تلميذه لوباس سرفاتوس.
ثمة أيضًا قوس آينهارد وهو عبارة عن صندوق تذكاري صنعه آينهارد، والذي كان يعيد إنتاج قوس النصر الروماني على نطاق صغير والذي يمثل انتصار المسيحية. ولكنه لم ينجُ.

## طالع أيضًا
- السجلات الملكية الفرنجية[الإنجليزية]

## الفهرس
- "Der hessische Spessart" (بالألمانية). HR Online. Retrieved 2010-03-25.
- Dümmler، Ernst (1885). "Ein Nachtrag zu Einhards Werken". Neues Archiv der Gesellschaft für ältere deutsche Geschichtskunde. ج. 11: 231–38. مؤرشف من الأصل في 2017-04-26. اطلع عليه بتاريخ 2010-03-25.
- "Einhard c. 770–840". Enotes. مؤرشف من الأصل في 2013-01-22. اطلع عليه بتاريخ 2010-03-25.
- Hodgkin، T. (1897). Charles the Great. London: Macmillan. ISBN:9781406730265. مؤرشف من الأصل في 2023-11-16.
- Levison, Wilhelm; Wilhelm Wattenbach; Rudolf Buchner (1952). Deutschlands Geschichtsquellen im Mittelalter, Vorzeit und Karolinger: Heft. Die Karolinger vom Anfang des 8. Jahrhunderts bis zum Tode Karis des Grossen (بالألمانية). H. Böhlaus Nachfolger. Archived from the original on 2025-01-23. Retrieved 2010-03-25.
- Müller، Bianca (2009). Persönlichkeit Karl des Großen nach Einhards Vita Karoli Magni. GRIN Verlag. ISBN:978-3-640-47253-6.
- Schaff، Philip. ""Einhard"". History of the Christian Church. ج. IV: Mediaeval Christianity. A.D. 590-1073. مؤرشف من الأصل في 2024-12-04. اطلع عليه بتاريخ 2010-03-25.
- Smith، Julia (مارس 2003). "Einhard". Transactions of the Royal Historical Society: 55–77. DOI:10.1017/S0080440103000033. S2CID:161939220.
- Stofferahn، Steven A. (2010). "Knowledge for Its Own Sake? A Practical Humanist in the Carolingian Age". The Heroic Age. ج. 13. مؤرشف من الأصل في 2025-02-26. اطلع عليه بتاريخ 2010-03-25.
- Tischler, Matthias M. (2001) Einharts Vita Karoli. Studien zur Entstehung, Überlieferung und Rezeption (MGH. Schriften 48, I–II), Hanover: Hahn. (ردمك 3-7752-5448-X)ISBN 3-7752-5448-X.
- Thorpe، Lewis G.M. (1969). Einhard and Notker the Stammerer: two lives of Charlemagne. London: Penguin. ISBN:978-0-14-044213-7. مؤرشف من الأصل في 2023-11-18. اطلع عليه بتاريخ 2010-03-25.
- Noble، Thomas F.X. (2009). Charlemagne and Louis the Pious: Lives by Einhard, Notker, Ermoldus, Thegan, and the Astronomer. Penn State Press. ISBN:978-0-27-103715-8. مؤرشف من الأصل في 2024-12-02. اطلع عليه بتاريخ 2012-07-25.
- Chiesa، Paolo، المحرر (2014). Eginardo, Vita Karoli. Firenze: Edizioni del Galluzzo. ISBN:978-88-8450-537-8.

## روابط خارجية
- مؤلفات آينهارد في مشروع غوتنبرغ
- Holland, Arthur William (1911). "Einhard". In Chisholm, Hugh (ed.). Encyclopædia Britannica. 9. (11th ed.). Cambridge University Press. pp. 134–135.
- Schlager, Patricius (1909). "Einhard". In Catholic Encyclopedia. 5. New York: Robert Appleton Company. pp. 82–83.
- أعمال أو نبذة عن آينهارد على أرشيف الإنترنت
- أعمال آينهارد في ليبري فوكس
- Vita Karoli Magni—Einhard's Life of Charlemagne, Latin text at The Latin Library
- كتاب مجاني: Life of Charlemagne على مشروع غوتنبرغ, translated by Grant، A.J. (1905). Early lives of Charlemagne by Eginhard and the Monk of St Gall. London: Moring.
- Einhard-Preis Literature prize awarded by the Einhard-Foundation of Seligenstadt to authors for writing an outstanding biography
- Opera Omnia by Migne Patrologia Latina with analytical indexes
- قالب:Geschichtsquellen Person
- Einhardi vita Karoli Magni نسخة محفوظة 2007-12-29 على موقع واي باك مشين. in Bibliotheca Augustana
- The Einhard Way from Michelstadt to Seligenstadt
- Home page of the Einhard Foundation at Seligenstadt
- Home page of the Einhard Society, Seligenstadt